# 조지겸 (조선)
조지겸(趙持謙, 1639년 ~ 1685년)은 조선 후기의 문신이다. 본관은 풍양(豊壤). 자는 광보(光甫), 호는 오재(迂齋). 광주(廣州) 출신이다. 소론 계열이었다.

## 가계
- 고조부 : 조간(趙侃)
- 고조모 : 증 정경부인 의령 남씨, 남규(南奎)의 딸
  - 증조부 : 조영중(趙瑩中)
  - 증조모 : 정경부인 해평 윤씨, 윤춘수(尹春壽)의 딸
    - 조부 : 조익(趙翼)
    - 조모 : 정경부인 성주 현씨, 현덕량(玄德良)의 딸
      - 아버지 : 조복양(趙復陽)
      - 어머니 : 정부인 덕수 이씨, 이경용(李景容)의 딸

- 부인 : 증 정부인 청송 심씨, 심총(沈棇)의 딸
  - 딸 : 한산 이씨 이명관(李明觀)에게 시집감
  - 딸 : 전의 이씨 이우춘(李宇春)에게 시집감
  - 딸 : 용인 이씨 이의복(李宜復)에게 시집감
  - 딸 : 동래 정씨 정석부(鄭錫敷)에게 시집감
  - 딸 : 해주 최씨 최상현(崔尙顯)에게 시집감
  - 양자 : 조명정(趙命禎), 생부는 사촌아우 조지헌(趙持憲)